# Torneo Competencia 1946
Het Torneo Competencia 1946 was de achtste editie van deze Uruguayaanse voetbalcompetitie. Het toernooi stond enkel open voor clubs uit de Primera División. Titelverdediger was Club Nacional de Football, dat deze editie tweede werd achter rivaal CA Peñarol.

## Teams
Aan het Torneo Competencia deden enkel ploegen mee die dat jaar speelden in de Primera División. In 1946 waren dat onderstaande ploegen, die allen uit Montevideo afkomstig waren. CA Progreso deed voor het eerst mee, nadat ze vorig seizoen naar de Primera División waren gepromoveerd. IA Sud América deed na degradatie juist niet mee.
| Clubs                   | Clubs                     |
| ----------------------- | ------------------------- |
| Central FC              | Club Nacional de Football |
| CA Defensor             | CA Peñarol                |
| Liverpool FC            | CA Progreso               |
| CS Miramar              | Rampla Juniors FC         |
| Montevideo Wanderers FC | CA River Plate            |

## Toernooi-opzet
Het Torneo Competencia werd gespeeld voorafgaand aan de Primera División. De tien deelnemende clubs speelden een halve competitie tegen elkaar en de ploeg die de meeste punten behaalde werd eindwinnaar. De behaalde resultaten telden ook mee voor het Torneo de Honor 1946. Het toernooi was een Copa de la Liga; een officieel toernooi, georganiseerd door de Uruguayaanse voetbalbond (AUF).

## Toernooiverloop
Nieuwkomer CA Progreso won hun eerste officiële wedstrijd op het hoogste niveau, tegen Liverpool FC. De tweede wedstrijd verloren ze echter van CA Peñarol. Liverpool verbeterde zich door in de tweede speelronde van titelhouder Club Nacional de Football te winnen. Peñarol en Rampla Juniors FC waren de enige ploegen die de eerste drie wedstrijden allemaal wonnen en zij troffen elkaar tijdens de vierde speelronde. Dit eindigde in een 3–0 zege voor Peñarol. Central FC won in dezelfde speelronde van Nacional en klom naar de derde plek.
Tijdens de vijfde speelronde verloor Peñarol voor het eerst; CA River Plate was met 3–1 te sterk. Rampla Juniors won van CA Defensor en kwam weer op gelijke hoogte met Peñarol. Nacional (gelijkspel) en Central (verlies) konden niet volledig profiteren van de misstap van de Aurinegros. Met nog vier wedstrijden te spelen hadden ze allebei drie punten minder dan Peñarol en Rampla Juniors. De zes overige teams hadden allemaal vier punten minder dan de koplopers.
Op twee derde van het toernooi troffen de ploegen in de top-vier elkaar. Peñarol (tegen Central) en Nacional (tegen Rampla Juniors) kwamen als winnaars uit de bus. Omdat Rampla Juniors vervolgens ook van Liverpool verloor, werd het een tweestrijd tussen Peñarol en Nacional, die elkaar op de een-na-laatste speeldag troffen. Nacional moest winnen om nog kans te maken op toernooiwinst en de Tricolores deden dit ook met 1–0. Peñarol had het echter nog altijd in eigen hand en een overwinning op Liverpool (6–1) was voldoende om het Torneo Competencia te winnen.
Nacional behaalde wel nog een ruime 11–2 zege op Progreso. Hierdoor waren ze zeker van de tweede plaats en eindigde Progreso alsnog als laatste. Defensor en Rampla Juniors eindigden op de derde en vierde plaats. De top-vier bestond hierdoor uit dezelfde ploegen als vorig seizoen - zij het in een andere volgorde.

### Eindstand
|     | Club                      | Sp. | W | G | V | Pnt. | DV | DT | DS  |
| --- | ------------------------- | --- | - | - | - | ---- | -- | -- | --- |
| 1.  | CA Peñarol                | 9   | 7 | 0 | 2 | 14   | 27 | 10 | +17 |
| 2.  | Club Nacional de Football | 9   | 6 | 1 | 2 | 13   | 27 | 10 | +17 |
| 3.  | CA Defensor               | 9   | 5 | 0 | 4 | 10   | 19 | 14 | +5  |
| 4.  | Rampla Juniors FC         | 9   | 5 | 0 | 4 | 10   | 18 | 18 | 0   |
| 5.  | Central FC                | 9   | 4 | 1 | 4 | 9    | 23 | 18 | +5  |
| 6.  | CS Miramar                | 9   | 3 | 3 | 3 | 9    | 16 | 16 | 0   |
| 7.  | Montevideo Wanderers FC   | 9   | 2 | 3 | 4 | 7    | 12 | 19 | –7  |
| 8.  | Liverpool FC              | 9   | 3 | 1 | 5 | 7    | 16 | 27 | –11 |
| 9.  | CA River Plate            | 9   | 2 | 2 | 5 | 6    | 9  | 17 | –8  |
| 10. | CA Progreso               | 9   | 2 | 1 | 6 | 5    | 13 | 31 | –18 |

| Winnaar Torneo Competencia 1946 |
| ------------------------------- |
| CA Peñarol 4e titel             |

1934 ·
1936 ·
1941 ·
1942 ·
1943 ·
1944 ·
1945 ·
1946 ·
1947 ·
1948 ·
1949 ·
1950 ·
1951 ·
1952 ·
1953 ·
1955 ·
1956 ·
1957 ·
1958 ·
1959 ·
1961 ·
1962 ·
1963 ·
1964 ·
1967 ·
1985 ·
1986 ·
1987 ·
1988 ·
1989 ·
1990